# Питър Пан (филм, 1953)
„Питър Пан“ (на английски: Peter Pan) е американски анимационен фентъзи приключенски филм от 1953 г., продуциран през 1952 г. от Уолт Дисни Прадакшънс и издаден от RKO Radio Pictures. Това е 14-ият пълнометражен анимационен филм на Дисни. Базиран на пиесата Питър Пан от 1904 г. на Джеймс Матю Бари, филмът е режисиран от Хамилтън Лъск, Клайд Джероними и Уилфред Джаксън. Озвучен с гласовете на Боби Дрискол, Катрин Бюмонт, Ханс Конрийд и Бил Томпсън, сюжетът проследява Уенди Дарлинг и нейните двама братя, които се срещат с никога не порастващия Питър Пан и пътуват с него до Невърленд, за да останат млади, където те също трябва да се изправят срещу големия враг на Питър, капитан Хук.
През 1935 г. Уолт Дисни започва да обмисля планове за адаптиране на пиесата на Бари в анимационен филм. Той закупува филмовите права от Парамаунт Пикчърс през 1938 г. и започва предварителна разработка през следващата година. Въпреки това, след нападението над Пърл Харбър, Дисни отлага проекта, когато неговото студио е включено от правителството на Съединените щати за продуциране на учебни и военни пропагандни филми. Проектът остава в процес на разработка през останалата част от десетилетието, докато претърпява обрат през 1949 г. В помощ на аниматорите са заснети референтни кадри на живо с актьори на звукови сцени. Това също отбелязва последния филм на Дисни, в който всичките девет членове от Деветимата старци на Дисни работят заедно като режисьорски аниматори.
Премиерата на Питър Пан на 5 февруари 1953 г., превръщайки се в последния анимационен филм на Дисни, издаден от RKO, преди Дисни да основе собствена компания за разпространение. Филмът е включен във филмовия фестивал в Кан през 1953 г. След излизането си филмът печели положителни отзиви от филмовите критици и има касов успех. Неговото представяне на индианците получава ретроспективна критика.
Неговото продължение, Завръщане в Невърленд, е издадено директно на видео през 2002 г. Премиерата на игралната адаптация е през 2023 г. по Дисни+.

## Сюжет
В едуардиански Лондон подготовката на Джордж и Мери Дарлинг да присъстват на парти е прекъсната от лудориите на техните момчета, Джон и Майкъл, които играят историята за Питър Пан, разказана им от по-голямата им сестра Уенди. Раздразненият Джордж настоява Уенди да зареже приказките и да се изнесе от детската стая, тъй като „рано или късно хората трябва да пораснат“. По-късно същата вечер самият Питър пристига в детската стая, за да намери изгубената си сянка. Той убеждава Уенди да го придружи до Невърленд, където никога няма да ѝ се наложи да порасне, и тя и момчетата летят натам с неохотната помощ на феята Камбанка.
Пиратски кораб е закотвен край Невърленд, ръководен от капитан Хук и неговия пръв помощник, г-н Сми. Хук иска да отмъсти на Питър, че е отрязал ръката му, но се страхува от крокодила, който я е изял, знаейки, че е нетърпелив да изяде останалата част от него. Когато Пан и децата пристигат, Хук стреля по тях с оръдие и Питър изпраща децата на Дарлинг на безопасно място, докато примамва пиратите. Камбанка, която ревнува от вниманието на Пан към Уенди, убеждава Изгубените момчета, че Пан им е наредил да застрелят Уенди. Предателството на Камбанка скоро се разкрива и Питър я прогонва. Джон и Майкъл тръгват с Изгубените момчета, за да намерят местните жители на острова; обаче местните пленяват групата, вярвайки, че те са отговорни за отнемането на дъщерята на вожда, Лили.
Междувременно Питър води Уенди да види русалките, които бягат в ужас, когато Хук пристига. Питър и Уенди виждат, че Хук и Сми са заловили Лили, за да я принудят да разкрие местоположението на скривалището на Питър. Питър я освобождава и я връща на вожда, а племето почита Питър. Междувременно Хук се възползва от ревността на Камбанка към Уенди, като подмамва феята да разкрие тайното скривалище на Питър.
Уенди и нейните братя в крайна сметка изпитват носталгия по дома и планират да се върнат в Лондон. Те канят Питър и Изгубените момчета да се присъединят към тях и да бъдат осиновени от родителите им. Изгубените момчета се съгласяват, но Питър не иска да порасне и отказва. Пиратите дебнат и залавят Изгубените момчета и Дарлинг, докато излизат от леговището, оставяйки след себе си бомба със закъснител, за да убият Питър. Камбанка научава за заговора точно навреме, за да грабне бомбата от Питър, докато експлодира.
Питър спасява Камбанка от развалините и заедно те спасяват Уенди, изправяйки се срещу пиратите и освобождавайки децата, преди да могат да преминат по гредата. Питър въвлича Хук в битка, докато децата се бият с екипажа, и го побеждава. Куката пада в морето и отплува, преследвана от крокодила. Питър командва изоставения кораб и, подпомогнат от прашеца на Тинкър Бел, лети до Лондон с децата на борда.
Джордж и Мери Дарлинг се връщат у дома и намират Уенди да спи на отворения прозорец в детската стая. Уенди се събужда и развълнувано разказва за техните приключения. Родителите гледат през прозореца и виждат нещо, което изглежда като пиратски кораб в облаците. Джордж, който смекчава позицията си относно оставането на Уенди в детската стая, разпознава кораба от собственото си детство.

## Актьори
- Боби Дрискол – Питър Пан,[3] самонадеян и авантюристичен водач на Изгубените момчета от Невърленд, който никога не пораства.[4] Той често е придружаван от най-добрата си приятелка, феята Камбанка.
- Катрин Бюмонт – Уенди Дарлинг,[5] най-голямото от децата на Дарлинг, което има голямо въображение и обича да разказва истории за Питър и неговите приключения.
- Ханс Конрийд – Капитан Хук,[6] безмилостен и обсебен капитан на пиратски кораб, който иска да отмъсти на Питър, защото в битка между двамата е изгубил лявата си ръка, изядена от крокодил.[7]
  - Продължавайки традицията на сценичната пиеса, Конрийд също озвучава Джордж Дарлинг,[6] строгия и сприхав, но любящ съпруг на Мери и баща на Уенди, Джон и Майкъл.
- Бил Томпсън – Г-н Сми,[8] кроткият и лоялен помощник на Хук.[7]
  - Томпсън също озвучава няколко членове на пиратския екипаж на Хук.[9]
- Хедър Ейнджъл – Мери Дарлинг,[8] спокойната и нежна майка на Уенди, Джон и Майкъл и съпруга на Джордж, която разбира повече историите на Уенди от съпруга си, въпреки че ги приема с доза съмнение.
- Пол Колинс – Джон Дарлинг,[10] умно и зряло средно дете на семейство Дарлинг.
- Томи Лъск – Майкъл Даринг,[9] най-малкото и най-чувствителното от децата на Дарлинг, което постоянно носи плюшено мече със себе си.
- Канди Кандидо – Вождът на индианците,[8] свиреп на външен вид, но добронамерен водач на индианското племе и баща на Лили.

В допълнение, Стъфи Сингър, Джон Макговърн, Робърт Елис и Джефри Силвър озвучават няколко деца от Изгубените момчета, помощниците на Питър. Джун Форей, Кони Хилтън, Карен Кестер и Маргарет Кери озвучават русалките, суетни обитатели на лагуната на русалките, които са влюбени в Питър. Форей също озвучава жената, която нарежда на Уенди да вземе дърва за огрев, докато всички останали празнуват спасяването на Лили от Питър. Том Конуей е разказвачът във филма.

## Продукция

### Ранна разработка
Живеехме във ферма и една сутрин, докато вървяхме към училище, видяхме очарователни нови плакати. Пътна компания идваше в близкия град Марселин и пиесата, която представяха, беше „Питър Пан“ с Мод Адамс. Отне по-голямата част от съдържанието на две касички, за да купим билетите си, но брат ми Рой и аз не се интересувахме ... Отнесох много спомени от спектакъла със себе си, но най-вълнуващият от всички беше способността на Питър да лети във въздуха. Малко след това „Питър Пан“ беше избран за нашата училищна пиеса и ми позволиха да играя Питър. Нито един актьор никога не се е идентифицирал с ролята, която играе, повече от мен – и аз бях по-реалистичен от Мод Адамс поне в едно: всъщност летях във въздуха! Рой използваше блок и подхват, за да ме вдигне. То поддаде и аз полетях право в лицата на изненаданата публика.
Уолт Дисни е запознат с пиесата на Дж. М. Бари Питър Пан, или момчето, което не искаше да порасне още от детството си, след като гледа гастролираща продукция с участието на Мод Адамс в Марселин, Мисури, през 1913 г. През 1935 г. той за първи път изразява интерес към адаптирането на пиесата във втория си анимационен филм след Снежанка и седемте джуджета, който е в производство по същото време. Рой О. Дисни отива в Лондон, за да придобие правата, но е изпреварен от Парамаунт Пикчърс. През октомври 1938 г. Уолт Дисни закупува правата за анимационен филм от Парамаунт и възлага на Дороти Ан Бланк разработването на историята.
През това време са проучени много възможни интерпретации на историята. В най-ранната версия, написана от Бланк на 14 април 1939 г., филмът ще започне с разказване на предисторията на Питър Пан, която е базирана на книгата на Бари от 1906 г. Питър Пан в градините на Кенсингтън. Въпреки това, по време на среща през следващия месец, Дисни решават, че „трябва да се навлязе направо в самата история, където Питър Пан идва в къщата, за да намери сянката си. Това е мястото, където историята започва. Как се е появил Питър наистина е друга история“. Дисни също проучва идеята за започване на филма в Невърленд с Питър, идващ в къщата на Уенди, за да я отвлече като майка за Изгубените момчета. В крайна сметка е решено, че сюжетът за отвличането е твърде мрачен и Дисни се връща към оригиналната пиеса на Бари, в която Питър идва, за да си върне сянката, а самата Уенди е нетърпелива да види Невърленд.
До началото на 1940 г. Дейвид Хол, който също работи по Алиса в Страната на чудесата, създава първите проучвателни разкадровки и концептуално изкуство за Питър Пан. По-късно същата година Дисни лично се опитва да се свърже с Мод Адамс, която вече се е оттеглила от актьорството и преподава драма в Стивънс Колидж. Дисни я уведомява за плановете си за анимационен филм и я моли да види ранната лента за филма, която студиото прави за нейно одобрение. Освен това той потвърждава, че неговото студио ще изпрати необходимото оборудване за скрининг на Колумбийския колеж за презентацията и че тя може да бъде показана на всеки студент или преподавател от Стивън Колидж, който желае да я види. Адамс обаче отхвърля предложението на Дисни. В студийна бележка до Кей Камън от 1941 г. той пише: „Тя дори не ми отвърна с любезност да погледна нашата лента. Причините ѝ бяха, че „Питър, когото тя създаде, беше нейният истински – от плът и кръв, докато същият герой, създаден от друг, би бил само призрак за нея“. Изглежда доста глупаво и от моя гледна точка бих казал, че мис Адамс просто живее в миналото“.

### Забавяния в производството
До 1941 г. основната структура на историята е завършена, но по-късно същата година, след нападението над Пърл Харбър, военните на Съединените щати поемат контрола върху Уолт Дисни Прадакшънс. Те възлагат на студиото да продуцира учебни и военни пропагандни филми, като по този начин работата по предпродукцията на Питър Пан, както и на Алиса в Страната на чудесата (1951), е спряна. Въпреки това, Bank of America разрешава производството на Питър Пан, заедно с Вятърът във върбите (1949), да продължи по време на Втората световна война. След края на войната предварителната продукция на филма е възобновена, а за режисьор е избран Джак Кини. По същото време той обмисля да напусне Уолт Дисни Прадакшънс и да се присъедини към анимационното студио на Метро-Голдуин-Майер, но военновременните ограничения му попречват. Тъй като Дисни не иска той да се оттегли от договора си, го назначава режисира Питър Пан.
Нетърпелив от закъсненията, Дисни моли Кини да работи последователно върху поредици, вместо да завършва целия сценарий. Шест месеца по-късно, по време на сутрешна среща, на която се коментира сценарият, Кини представи два часа и половина презентация, по време на която Дисни седи мълчаливо и след това казва: „Знаете ли, мислех си за Пепеляшка“.

### Връщане към производство
През 1947 г. финансовото състояние на Уолт Дисни Прадакшънс отново започва да се подобрява. По това време Дисни признава необходимостта от стабилна икономическа политика, но подчертава пред своите финансови поддръжници, че намаляването на продукцията би било самоубийство за студиото. За да възстанови рентабилността на студиото, той изразява желанието си да се върне към производството на пълнометражни анимационни филми. Дотогава три анимационни проекта — Пепеляшка, Алиса в Страната на чудесата и Питър Пан — са в процес на разработка. Дисни смята, че героите в Алиса в Страната на чудесата и Питър Пан са твърде студени, но тъй като Пепеляшка (1950) съдържа подобни елементи в сравнение със Снежанка и седемте джуджета (1937), той решава да даде зелена светлина на Пепеляшка. През май 1949 г. Върайъти съобщава, че Питър Пан е върнат в производство.
Сцената в детската стая претърпява много промени. В една от версиите г-жа Дарлинг е тази, която намира сянката на Питър Пан и я показва на г-н Дарлинг, както в оригиналната пиеса. В друга версия на филма Нана отива в Невърленд с Пан и децата на Дарлинг, като историята се разказва през нейните очи. В друга интерпретация на историята, Джон Дарлинг е изоставен, тъй като е твърде сериозен, практичен и скучен, но художникът на историята Ралф Райт убеждава Дисни да включи Джон в пътешествието до Невърленд. Тази адаптация също така включва Уенди, която носи своята книга с картинки и Питър и децата ядат „въображаема вечеря“. В един момент в скривалището на Питър е организирано парти, на което Камбанка се унижава и в гнева си казва на капитан Хук местоположението на скривалището на Питър Пан по собствена воля. Въпреки това Дисни смята, че тази история е в противоречие с характера на Камбанка; вместо това, капитан Хук отвлича Камбанка и да я убеди да му каже. В пиесата на Бари Хук поставя отрова в дозата лекарство на Питър, а Звънчето спасява Питър, като сама изпива отровата, само за да бъде съживена от аплодисментите на театралната публика. След много дебати Дисни отхвърля това развитие на историята, опасявайки се, че ще бъде трудно да се постигне във филм.
В по-ранните сценарии се срещат повече сцени с участието на пирати и русалки, които са подобни на тези с джуджетата в Снежанка и седемте джуджета. В крайна сметка тези сцени са изрязани поради причини, свързани с времето. Концепцията на филма също е малко по-мрачна в един момент от тази на крайния продукт; например, наличието сцени, в които капитан Хук е изяден от крокодила, както в оригиналната пиеса, семейство Дарлинг скърби за изгубените си деца и Пан и децата откриват съкровището на пиратите.

### Кастинг
Дисни първоначално иска Мери Мартин, която се появява в постановка на оригиналната пиеса, да озвучи Питър Пан, докато Джийн Артър също се свърза с него, за да бъде обмислена като вариант. Боби Дрискол, който е първият дете-актьор на Дисни и преди това е участвал във филми като Песента на Юга (1946), Толкова скъп на сърцето ми (1948) и Островът на съкровищата (1950), в крайна сметка е избран. Това е първият път, когато актьор от мъжки пол е избран за ролята на Питър Пан, нарушавайки традицията, в която жените да го представят както във филми, така и в театралните постановки. Питър Пан е последният филм на Дрискол на Дисни, тъй като договорът му със студиото е внезапно прекратен малко след излизането на филма.
За ролята на Уенди Дисни иска „нежен и изящно женствен“ глас, който открива в Катрин Бюмонт, която преди това озвучава главната героиня в Алиса в Страната на чудесата (1951) и чиято работа по филма току-що е приключила. Дисни първоначално предлага ролята на капитан Хук на Кари Грант, но в крайна сметка Ханс Конрийд е избран едновременно да озвучи ролята на Хук и на Джордж Дарлинг, за да се запази традицията от постановките.

## Музика
Франк Чърлил пише няколко песни за филма в началото на 40-те години на миналия век, а Чарлз Уолкът пише допълнителни песни през 1941 г. Когато работата по Питър Пан се възобновява през 1944 г. Елиът Даниел композира песни към филма. Въпреки това филмът е отложен, за да може студиото да завърши Пепеляшка. През април 1950 г. се съобщава, че Сами Кан и Сами Фейн композират песни за филма Питър Пан. Съпътстващата музика е създадена от Оливър Уолъс.

## Премиера и преиздаване
Премиерата на Питър Пан е на 5 февруари 1953 г. След това е преиздаван в кината през 1958, 1969, 1976, 1982 и 1989 г. Филмът също има специално ограничено прожектиране на филмовия фестивал във Филаделфия през 2003 г. По повод 100-годишнината на компанията Питър Пан е прожектиран за една седмица в кината в Обединеното кралство, започвайки от 1 септември 2023 г.

## Прием
По време на първоначалното си представяне в кината Питър Пан печели 6 милиона долара от наеми от дистрибутори от Съединените щати и Канада и 2,6 милиона долара в международен план. Филмът печелил вътрешни приходи от 87,4 милиона долара. Коригиран спрямо инфлацията и включващ последващи издания, филмът има брутни приходи от 427,5 милиона долара.